# مولد كهربائي حديدي مدفوع بالمتفجرات
المولد الكهربائي الحديدي الذي تحركه المتفجرات ( EDFEG ، مولد كهربائي حديدي مضخ بشكل متفجر ، أو FEG ) هو مولد طاقة نبضي مضغوط ، وهو جهاز يستخدم لتوليد نبضة ذات تيار عالي قصير وعالي الجهد . الطاقات المتاحة منخفضة إلى حد ما ، في نطاق عدة جول ، ويتراوح الجهد (الفولتية ] من عشرات الكيلوفولت إلى أكثر من 100 كيلوفولت ، وتتراوح القوى من مئات الكيلوواط إلى ميغاواط.  إنها طريقة لتوصيل نبضات عالية الجهد لأحمال مقاومة عالية ويمكنها تشكيل دوائر شعاعية مباشرة.
يعمل المولد الكهربائي الحديدي الذي تحركه المتفجرات عن طريق إطلاق الشحنة الكهربائية المخزنة في التركيب البلوري المستقطب لمادة ذات كهربية حديدية مناسبة ، على سبيل المثال PZT ، بتسليط عليها صدمة ميكانيكية شديدة.  إنهم نوع من مولدات مرحلة انتقالية .
المولد الكهربائي الحديدي الذي تحركه المتفجرات بشكل عام عبارة عن كتلة من مادة شديدة الانفجار مناسبة ، مما يؤدي إلى تسريع لوحة معدنية إلى هدف مصنوع من مادة ذات كهربائية حديدية
(مثل الحديد أو النيكل) . 
تجد تلك المولدات المتفجرة استخدامات متعددة بسبب صغر حجمها ؛ وشحن بعدد من المكثفات الكهربائية، وبدء التفجير يتم بصفائف مفجر طارق في الأسلحة النووية والأجهزة الأخرى ، وتوجيه تفاعلات الاندماج النووي ، وتشغيل مولدات النيوترونات النبضية ، ومصادر طاقة أولية لمولدات النبضات الأقوى (على سبيل المثال EPFCGs ) ، ومولدات النبض الكهرومغناطيسي ، والأسلحة الكهرومغناطيسية ، ومولدات المتجهات الانقلابية ، إلخ.
تم عرض مولد HERF بقوة 2.4 ميغاواط (EDFEG مع شبكة تشكيل نبضي تقود مباشرة هوائي ثنائي القطب ) بتردد خرج ذروة عند 21.4  MHz. 

## أنظر أيضا
- مولد ضغط التدفق الضخ بشكل متفجر
- مولد مغناطيسي مغناطيسي مدفوع بالمتفجرات